# Péjoratif
On qualifie de péjoratif, en sémantique et en lexicologie, un mot ou une expression ayant une connotation négative, par laquelle le locuteur exprime désapprobation, dérision, mépris ou dégoût pour ce dont il parle. Des termes fortement péjoratifs peuvent constituer des insultes ou des injures. La création d'un terme péjoratif s'appelle la péjoration ; ce terme s'applique aussi, en diachronie, pour décrire l'évolution sémantique d'un mot dans un sens dépréciatif.
Les péjoratifs s'opposent aux mélioratifs, chargés au contraire d'une connotation positive, aux laudatifs, qui contiennent un éloge ou des compliments, et aux hypocoristiques, qui expriment l'affection.

## Formation
Il existe différents procédés de formation de mots et d'expressions péjoratifs. Nombreux sont les mots intrinsèquement porteurs d'une nuance péjorative ; il s'en crée constamment par l'usage de métaphores et de métonymies dévalorisantes. Parmi les innombrables exemples, on peut citer, s'agissant de parler d'une personne, l'assimilation à un animal (cf. animal, bête, brute, et tous les chien, vache, âne, poule, etc.).
Beaucoup de langues possèdent également des procédés de dérivation lexicale servant à former un péjoratif sur un mot n'ayant pas spécifiquement cette connotation, où à la renforcer quand il l'a déjà. En français, certains suffixes sont typiquement porteurs d'un sens péjoratif :
- -ard : bavard, chauffard, flemmard, pleurard, queutard, soiffard, trouillard, vantard, etc.
- -aud : corniaud, péquenaud, salaud, soûlaud, etc.
- -asse : blondasse, fadasse, paperasse, vinasse, etc.
- -âtre : acariâtre, bellâtre, douceâtre, verdâtre, etc.
- -aille : canaille, flicaille,  mangeaille, racaille, etc.
- -ouille : glandouille, magouille, tambouille, vadrouille, etc.

Les augmentatifs et diminutifs, qui partagent avec les péjoratifs le fait d'exprimer l'implication affective du locuteur dans son propos, sont souvent susceptibles de devenir dépréciatifs.
Certaines épithètes ont un usage péjoratif caractéristique. On peut citer en exemple en français une espèce de ..., un fichu(e) / foutu(e) ..., un(e) maudit(e) ..., un(e) sale ..., etc.

## Évolution sémantique
Le caractère péjoratif d'un mot est susceptible d'évoluer au fil du temps. Il peut également varier selon le registre de langue.
Des termes peuvent progressivement se charger d'un sens péjoratif au point d'amener leur remplacement dans le vocabulaire courant par un terme n'amenant pas de connotations déplaisantes. Par exemple, en allemand, le mot Weib « femme » est devenu péjoratif dans la langue moderne, où il est remplacé par Frau, qui historiquement signifiait plus particulièrement « dame » (c'est toujours un des sens actuels de ce mot).
À l'inverse, certains termes initialement péjoratifs perdent de leur charge affective au fil du temps. Par exemple, le mot latin caballus, qui désignait à l'origine un mauvais cheval, une rosse, est devenu la désignation générale de l'animal dans les langues romanes, évinçant de cette place le mot latin equus.
Un autre processus d'amélioration sémantique est la réappropriation par un groupe d'une désignation péjorative qui leur est initialement appliquée de l'extérieur ; elle perd alors son caractère péjoratif pour les membres du groupe en question, et peut arriver à estomper voire effacer le caractère péjoratif dans l'usage général. Historiquement, les dénominations de l'impressionnisme et du fauvisme sont nées ainsi.